# Geek Code
Der Geek Code ist eine Erfindung von Robert A. Hayden und wird meist in Headern von E-Mails oder Usenet-Postings versteckt. Er besteht aus einer Folge von Zeichen, von denen jedes eine bestimmte fest definierte Bedeutung hat. Des Weiteren ist er ein Insiderwitz, das heißt eine selbst-ironische Betrachtungsweise der Computer- bzw. Hacker-Kultur.
Der Geek Code dient der Selbstbeschreibung des Absenders bzw. Autors. Die erste Buchstabenkombination ist eine Abkürzung für die grundsätzliche (über die bloße Geek-Selbstzuschreibung hinausgehende) Charakterisierung des Autors; die folgenden Buchstaben und Zeichen beschreiben einzelne Aspekte des Wesens und Verhaltens des Autors näher. Die Gewichtung bei einer bestimmten Eigenschaft wird in den meisten Fällen durch aufeinanderfolgende Plus- oder Minuszeichen (bzw. ersatzweise Bindestriche) repräsentiert. In seinem Aussehen erinnert der Geek Code entfernt an einen Kommandozeilenaufruf eines Computerprogramms mit seinen Aufrufparametern.
Es gibt mehrere Programme im Internet, die einen Geekcode generieren oder dekodieren (für den Uneingeweihten lesbar machen) können.
Ein vorgeschlagener Nachfolger des Geek Codes ist der OmniCode.

## Beispiel
Ein Geek Code wäre beispielsweise folgender:
```
G
IT
 
d
 
s
+:-
 
a
--
 
C
++
 
U
L++++
 
P
--
 
L
+++
 
E
---
 
W
++
 
N
++
 
o
--
 
K
 
w
-
 
O
----
 
M
+

V
--
 
PS
+
 
PE
 
Y
+
 
PGP
++
 
t
--
 
5
++
 
X
++
 
R
--
 
tv
-
 
b
++
 
D
I
 
D
++
 
G
-
 
e
 
h
--
 
r
 
y
+
```

(Mouseover-Texte entsprechend)
Bei diesem Geek handelt es sich um einen GIT (Geek of Information Technology). Das „s“ steht beispielsweise für Shape, also Größe der Person und (durch einen Doppelpunkt getrennt) ihre Breite. Nun gibt es eine passende Skala für diesen Bereich des Geek Codes. Für den Teil vor dem Doppelpunkt bei Shape gilt folgendes:
```
s+++ I usually have to duck through doors. (Ich muss mich bei Türen für gewöhnlich bücken)
s++  I'm a basketball candidate. (Ich bin ein Basketballkandidat)
s+   I'm a little taller than most. (Ich bin ein bisschen größer als die Meisten)
s    I'm an average geek. (Ich bin ein durchschnittlicher Geek)
s-   I look up to most people. (Ich schaue zu den meisten Leuten hinauf)
s--  I look up to damn near everybody. (Ich schaue zu verdammt fast jedem hinauf)
s--- I take a phone book with me when I go out so I can eat dinner. (Ich nehme ein Telefonbuch mit mir, wenn ich ausgehe, damit ich essen gehen kann)
```

für den Teil nach dem Doppelpunkt gilt folgende Skala:
```
s+++ I take up three movie seats. (Ich nehme drei Kinositze in Anspruch)
s++  I'm a linebacker candidate. (Ich bin ein 
Linebacker
-Kandidat)
s+   I'm a little rounder than most. (Ich bin ein bisschen runder als die Meisten)
s    I'm an average geek. (Ich bin ein durchschnittlicher Geek)
s-   Everybody tells me to gain a few pounds. (Jeder sagt mir, ich sollte ein paar Kilo zunehmen)
s--  I tend to have to fight against a strong breeze. (Ich neige dazu gegen eine starke Brise kämpfen zu müssen)
s--- My bones are poking through my skin. (Meine Knochen stehen heraus)
```

Ein „s+:-“ würde somit folgendes bedeuten: I'm a little taller than most and everybody tells me to gain a few pounds. (Ich bin ein bisschen größer als die Meisten und jeder sagt mir, ich sollte ein paar Kilos zunehmen.)

## Quelle
1. ↑  joereiss.net